# Актобе (Шетський район)
Актобе́ (каз. Ақтөбе) — село у складі Шетського району Карагандинської області Казахстану. Входить до складу Аксу-Аюлинського сільського округу.
Населення — 88 осіб (2021; 157 у 2009, 226 у 1999, 261 у 1989).
Національний склад станом на 1989 рік:
- казахи — 100 %.